# 侨置
侨置是中國古代一種特殊的行政區劃管理制度，是基於「編戶齊民」政策制度衍伸的特別管理辦法，主要應用於因為戰亂或災荒而不得不搬遷逃離原本居住地的民戶或流民，安置在由官府規劃安排在能夠穩定保障生計的僑居地。

## 簡介
公元四世紀初，各少數民族在中國北方建立起割據政權，對居住在北方之漢人實施暴虐統治；北方漢人不堪少數民族貴族壓迫，紛紛南逃，以後仍稱原籍郡名以資識別:71。東晉政府為安慰民心，就在其所遷移之地方，冠以舊居住地之地名，建立僑州、僑郡、僑縣:71。
晉元帝大興三年（公元320年），琅邪國（今山東臨沂縣、蒙陰縣）僑置懷德縣於丹陽郡（今江蘇南京市），為僑置制度之始:71。

## 例子
如313年，高句丽进攻乐浪郡，据有乐浪、带方二郡的张统因不堪长期孤军与高句丽、百濟作战而率千余家迁到辽西投靠鮮卑人慕容廆。慕容廆後为其在辽西侨置乐浪郡（《资治通鉴》卷八八，建兴元年条）。
南北朝時，南朝北朝都有一些相似或者相同的地名。如晉朝兗州原在今山東境內，後在廣陵（今揚州附近）設置了南兗州；徐州原在今蘇北，後在丹徒設置了南徐州。這樣就出現了南北兩朝都設置兗州，徐州和揚州等。《南史·王玄谟传》：“雍土多诸侨寓，玄謨上言，所统侨郡无有境土，新旧错乱，租课不时，宜加并合。”《北史·寇讚传》：“进讚爵河南公，加安南将军，领南蛮校尉，仍刺史，分洛、豫二州之侨郡以益之。”